# 高槻市立阿武山小学校
高槻市立阿武山小学校（たかつきしりつあぶやましょうがっこう）は、大阪府高槻市にある公立小学校。現在の児童数は約1000人と、市内で最も規模の大きい学校である。

## 沿革
- 1991年4月1日　開校
- 1991年10月2日　校歌と校章が決まる。
- 1992年12月25日　飼育小屋完成
- 1998年3月16日　校舎増設工事終了
- 2006年　校内LAN推進モデル校となる
- 2007年 2学期制を実施。

## 通学区域
- 高槻市 奈佐原1丁目1～3・13・15番、奈佐原2・4丁目、上土室2・3丁目、大和1・2丁目、阿武野1丁目10・15番、阿武野2丁目、塚原1丁目4・5・7番、塚原2丁目

卒業生は基本的に高槻市立阿武山中学校へ進学する。

## その他
2007年1月25日にペルー、ボリビアから、2007年2月7日にアフリカ諸国などから視察団の訪問を受け入れた。

## 姉妹校
オーストラリアのヘレンズベール小学校との姉妹校提携を行っている。